# Josep Piqué

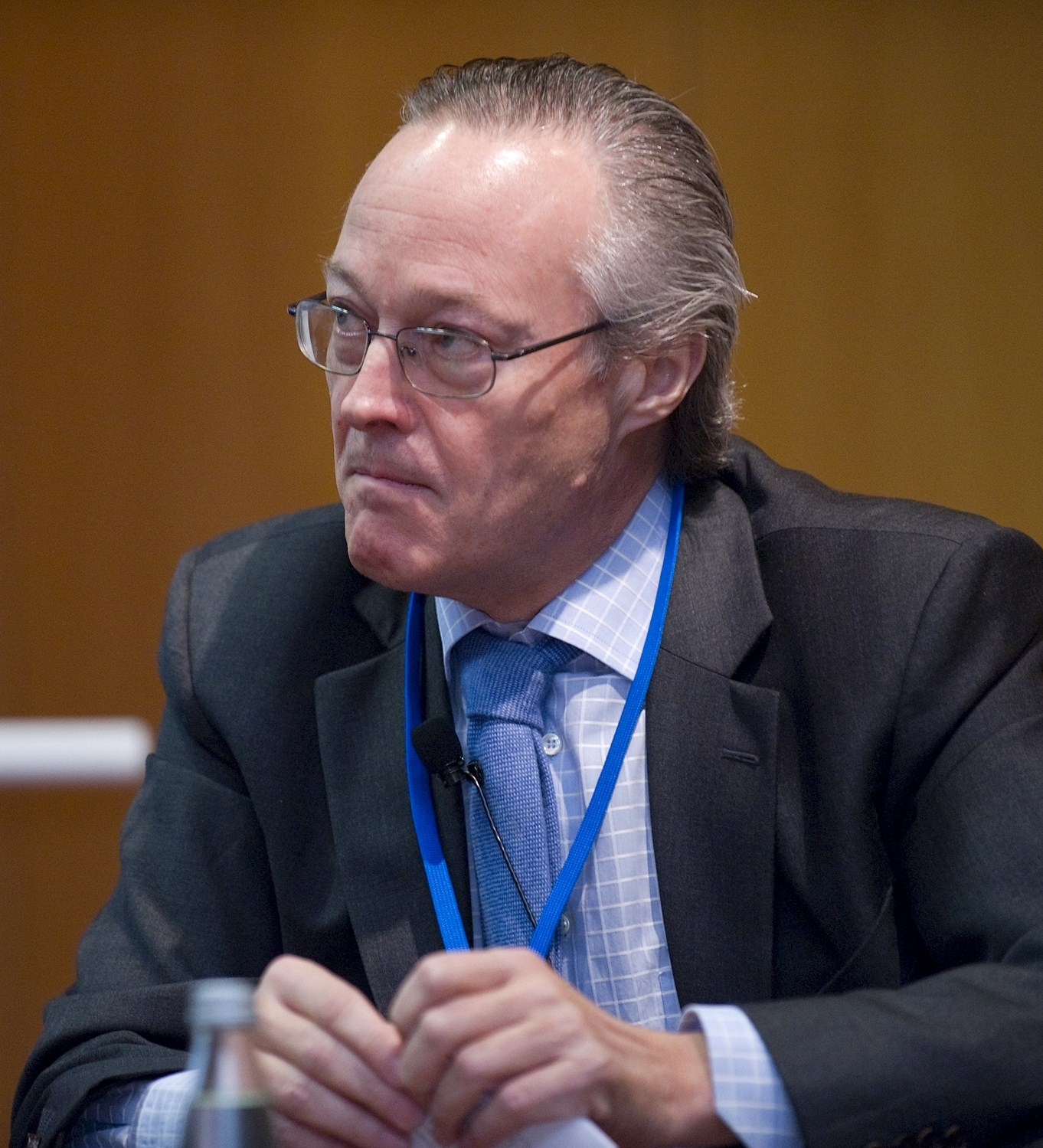
Josep Piqué tại Horasis Hội nghị Doanh nghiệp Trung Quốc Toàn cầu 2008

Josep Piqué i Camps (21 tháng 2 năm 1955 – 6 tháng 4 năm 2023) là một chính trị gia người Tây Ban Nha thuộc Đảng cánh hữu bên Tây Ban Nha (PP), người đại diện cho Barcelona. Pique ban đầu là thành viên của Đảng Xã hội Thống nhất (PSUC) nhưng lại rời khỏi nhóm và sau đó gia nhập Liên minh Trung tâm Dân chủ.
Ông qua đời tại Bệnh viện Hospital 12 de Octubre vào ngày 6 tháng 4 năm 2023, hưởng thọ 68 tuổi.

## Sự nghiệp chính trị
Giữa năm 1986 và năm 1988, Piqué từng giữ chức vụ Tổng giám đốc Công nghiệp thuộc Chính phủ Hợp nhất và Liên minh của Catalonia.
Sau cuộc bầu cử Đảng Nhân dân năm 1996, Piqué được bổ nhiệm làm Bộ trưởng Bộ Công nghiệp Tây Ban Nha làm thành viên độc lập. Ông từng là Bộ trưởng Ngoại giao Tây Ban Nha từ năm 2000 đến năm 2002. Với tư cách này, ông đã chỉ đạo chính sách đối ngoại của Tây Ban Nha trong suốt nhiệm kỳ 6 tháng của Hội đồng Liên minh châu Âu. Là một phần của cuộc cải tổ nội các, ông bị thay thế bởi Ana de Palacio y del Valle-Lersundi và thay vào đó là Bộ Khoa học và Công nghệ, giám sát ngành viễn thông. Vào thời điểm đó, ông được cho là đã trả giá cho việc không giải quyết tranh chấp kéo dài với Vương quốc Anh về tương lai của Gibraltar.
Piqué là chủ tịch của Partit Popular de Catalunya từ tháng 10 năm 2002. Ông đã từ chức vào tháng 7 năm 2007 sau khi không đồng ý về hướng chính trị mà PP trung ương (Partido Popular, Đảng Nhân dân) muốn áp đặt lên chi nhánh Catalan của đảng. Sau khi phục vụ trong Quốc hội Tây Ban Nha từ năm 2000 ông đã từ chức vào năm 2003 sau khi được bầu vào Nghị viện Catalonia.